# 山梨県庁舎
山梨県庁舎（やまなしけんちょうしゃ）とは、山梨県甲府市丸の内にある、広域自治体たる山梨県の本庁舎である。

## 概要と歴史的景観
甲府城の西側、平和通りの東側に所在する。中心に本館と別館、議事堂があり、それを覆う形で北別館、西別館、防災新館がある。かつては南側に第一南別館と第二南別館が、県道甲府山梨線を隔てて東別館が存在したが、県庁整備による新館建設（後述）に伴い2009年（平成21年）12月より順次閉鎖された。
県庁舎内に山梨県警察本部があり、旧館や議事堂地階、北別館などに分散していたが、防災新館竣工と共に当建物へ集約されている。
所在する甲府市丸の内一丁目は甲府城内堀で囲郭された内城区域にあたり、所在地は城域南西の楽屋曲輪に比定される。北側には屋形曲輪、北東側には本丸・二の丸が所在する。楽屋曲輪は東西・南側を内堀に画され、曲輪には書院や長屋、城門などの諸施設が存在していた。南の県庁前スクランブル交差点付近には楽屋曲輪から二の堀で囲郭された武家地に通じる追手門が存在し、追手小路には甲府勤番追手役宅や勤番士屋敷、学問所である徽典館などが所在していた。また、東側にも武家地に通じる柳門が所在していた。
明治初期には内堀・二ノ堀が埋め立てられ官公庁用地として開発され、内城区域も本丸付近を覗いて楽屋曲輪をはじめ屋形曲輪・清水曲輪付近は開発され県庁や甲府駅をはじめ諸施設が立ち並んでいる。

## 現存庁舎一覧

### 本館
それまで使用されてきた本館（現在の別館）は増築などを実施したものの手狭になったため、新たに本館を建設することになり、1963年（昭和38年）に旧本館に隣接する形で地上8階地下1階建、延床面積10,414m2の庁舎として竣工した。本庁舎としては3代目となる。設計は地元山梨出身で東京タワーや早稲田大学大隈講堂などを手掛けた内藤多仲と棒二森屋本館や内藤と共に山梨県民会館などを手掛けた明石信道。40年以上経った現在も山梨県の中枢施設として機能している。建物内は3階に知事室をはじめとする知事関係部署があるほか、1階に総合案内と記者クラブ、地下1階に食堂、4階以上に山梨県庁の各部署が入居している。調査により耐震性に問題があったため2002年（平成14年）に免震工事を実施し、現在は東海地震などの災害にも耐えうるようになっている。
| 階     | 概 要 |
| ------ | --- |
| 8階    | 森林環境部（部長室、次長・技監室、森林政策課、林業振興課、県有林課、治山林道課）、環境・エネルギー部 (部長室、次長室、環境・エネルギー政策課、環境整備課)                               |
| 7階    | 県土整備部（部長室、理事・技監室、理事・総括技術審査監室、県土整備総務課、技術管理課、道路整備課、高速道路推進課、道路管理課、都市計画課）                                              |
| 6階    | 農政部（部長室、理事・次長・技監室、農政総務課、担い手・農地対策課、販売・輸出支援課、農村振興課、果樹・6次産業振興課、農業技術課、耕地課）                                             |
| 5階    | 福祉保健部（部長室、次長室、福祉保健総務課、健康長寿推進課、医務課、衛生薬務課）、子育て支援局 (局長室、子育て政策課、子ども福祉課)                                                     |
| 4階    | 総務部（部長室、理事室、人事課、職員厚生課、財政課、資産活用課、庁舎管理室、市町村課）                                                                                                  |
| 3階    | 知事室、副知事室、知事政策局（局長室、次長室、秘書課、政策企画グループ、地域ブランド推進グループ、広報広聴グループ、DX推進グループ) 、第一応接室、第二応接室）                          |
| 2階    | 知事政策局（国際戦略グループ、外国人活躍推進グループ）、県民生活部 (部長室、理事室、次長室、県民生活総務課、北富士演習場対策課、県民生活安全課、私学・科学振興課、グリーンゾーン推進課) |
| 1階    | 県庁案内受付、総務部（文書発送室）、福祉保健部（障害福祉課、健康増進課）、守衛室、県政記者室                                                                                            |
| 地下階 | 食堂、売店 |

### 別館（旧本館）

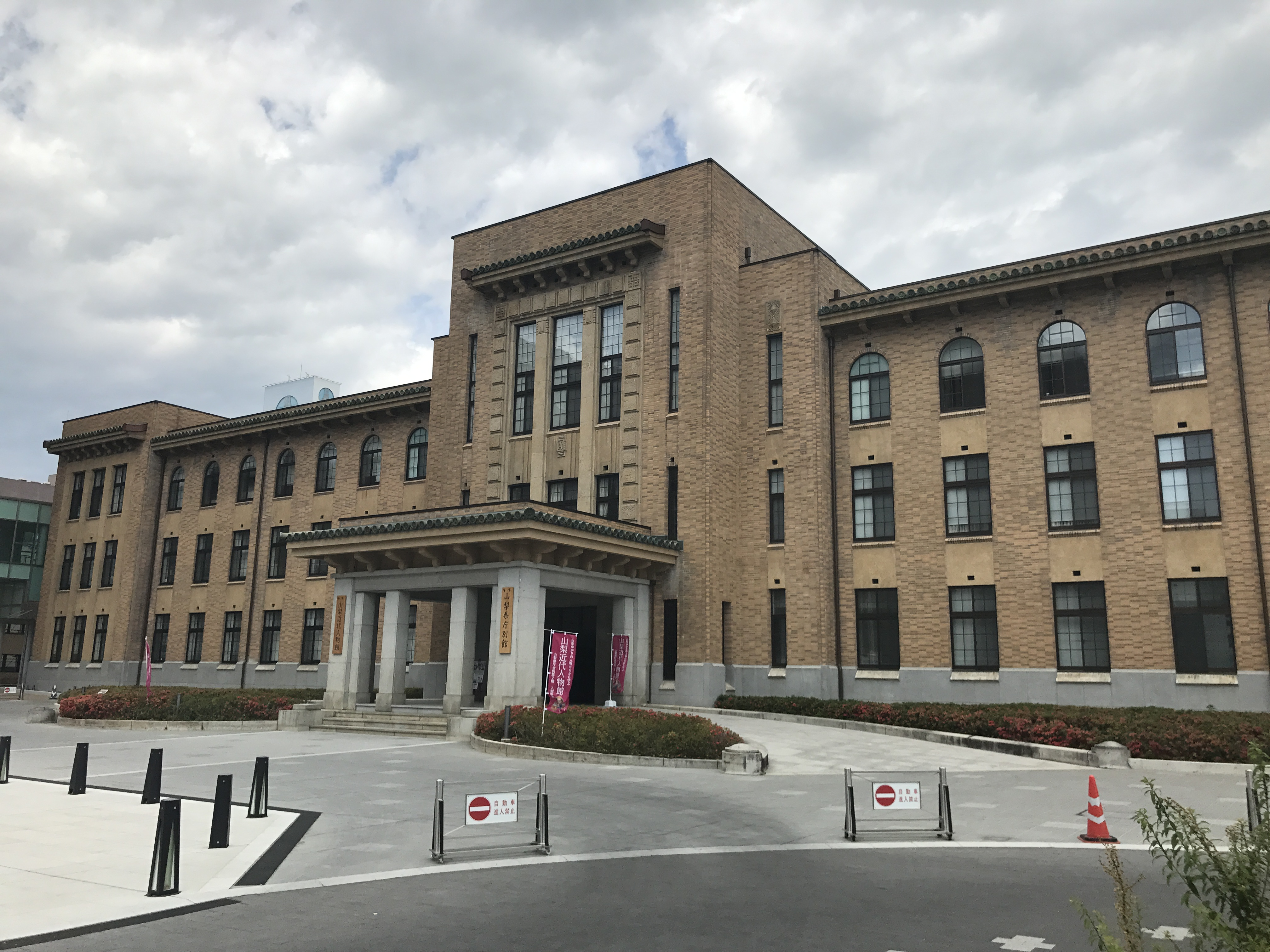
山梨県庁舎別館（2017年5月6日撮影）

1930年（昭和5年）に地上3階建の2代目本庁舎として竣工。1953年（昭和28年）に増築工事を実施し地上4階建、延床面積6,589m2になったもののそれでも手狭になったため、1963年に県庁の主要機能を新本館に移転し、旧本館は別館（旧館）に名称を変更した。築70年以上が経過し、雨漏りなど老朽化が進行しているが歴史的価値のある建造物であることから解体せずに整備を実施。
2015年（平城27年）4月2日に2階に「山梨近代人物館」が開館。山梨近代人物館は導入展示室とテーマに沿った9人の人物や山梨県近代化の象徴である中央線・笹子トンネルの歴史を紹介する人物紹介室、情報展示室で構成されている。
情報展示室の奥には旧知事室・県政歴史展示室があり、旧知事室は創建当時・昭和初期の知事室の内装を再現している。県政歴史展示室は昭和初期の知事応接室で、山梨県政の歴史をモニターで紹介している。3階は県庁内において行事が行われた正庁で、同じく創建当時の姿に復元されている。

### 県議会議事堂

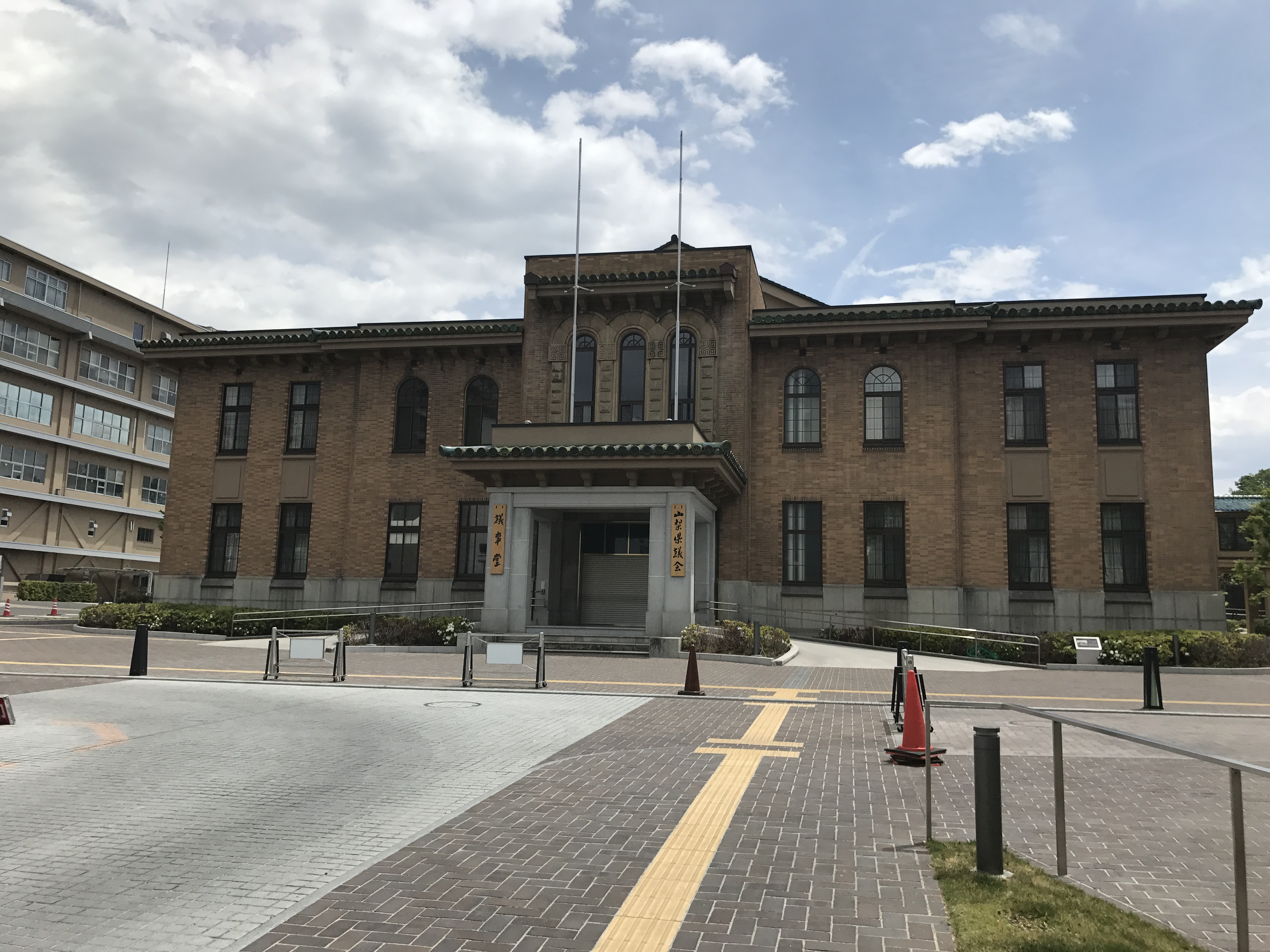
山梨県議会議事堂（2017年5月6日撮影）

1928年（昭和3年）に地上2階地下1階建、延床面積4,167m2の2代目山梨県議会議事堂として竣工し、別館同様築70年以上が経過している。歴史的価値のある建造物であることから建て替えはせずに改修工事が実施され、2012年（平成24年）2月に完了した。

### 北別館

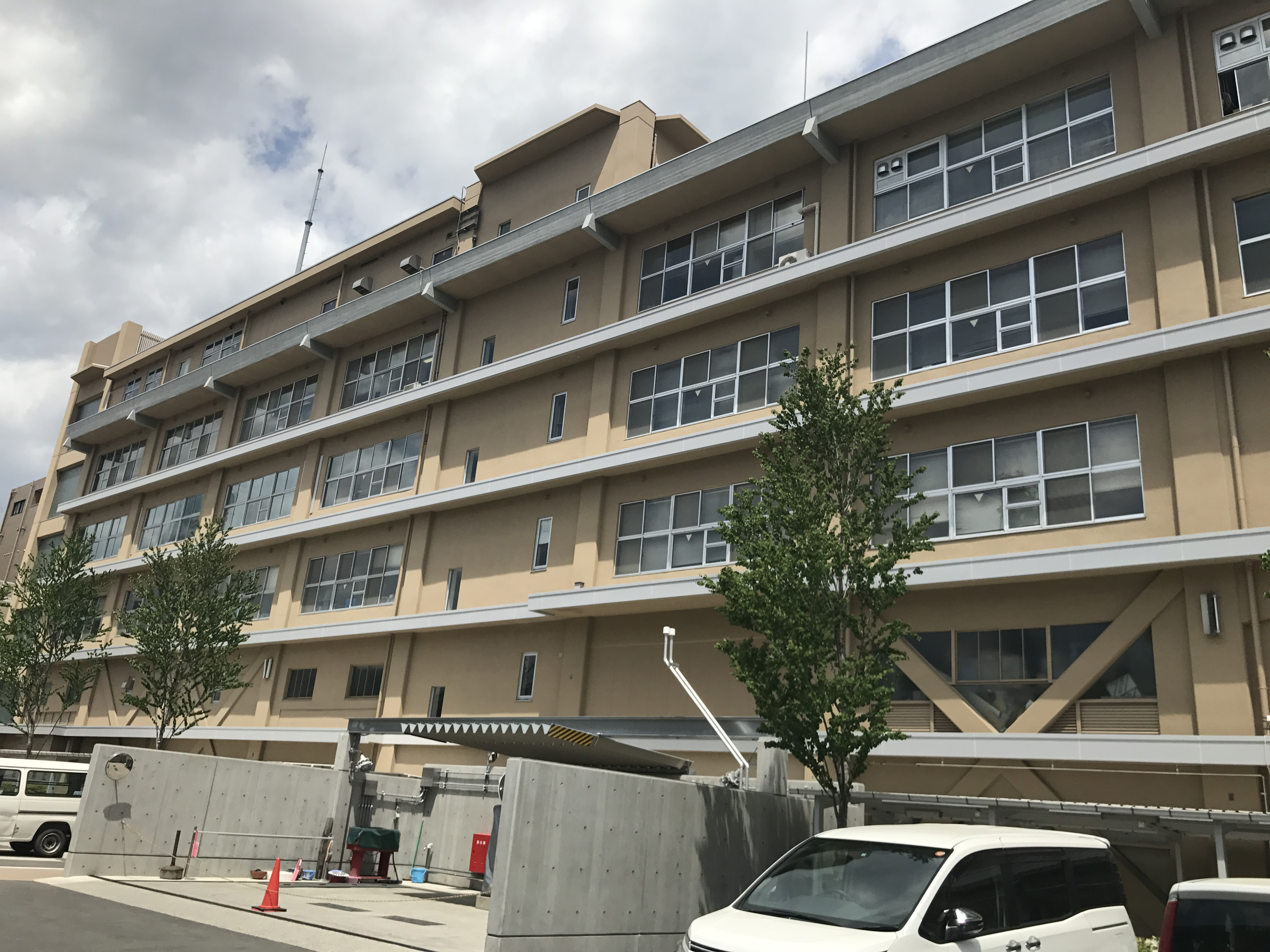
山梨県庁舎北別館（2017年5月6日撮影）

1968年（昭和43年）に地上4階地下1階建、延床面積5,899m2の建物として竣工。当初より県庁機能として建てられたこと、また防災新館竣工前は防災管理機能を担っていたことから1996年（平成8年）に本館などの各施設よりいち早く耐震化工事が実施されている。外壁は灰色であったが、別館および議事堂の改装に合わせ塗り替えられている。

### 防災新館
2013年（平成25年）に竣工した県庁舎の施設としては一番新しい施設。山梨県警察や山梨県教育委員会、消防防災課などの災害対策関連の施設が入るほか1階はやまなしプラザとしてかつての山梨県民情報プラザの機能を引き継ぎ、県内で加工された宝石美術館や土産物と地元の料理を提供するオープンカフェ、さらに大型スクリーンを設置して信玄公祭りやヴァンフォーレ甲府などのパブリックビューイングが開催できる吹き抜け構造となっている。
| 階      | 概 要 |
| ------- | --- |
| 9階     | 山梨県警察本部 |
| 8階     | 山梨県警察本部 |
| 7階     | 山梨県警察本部 |
| 6階     | 山梨県警察本部 |
| 5階     | 山梨県警察本部 |
| 4階     | 総務部（防災危機管理課、消防保安室）、県土整備部（治水課、砂防課）                                                 |
| 3階     | 山梨県教育委員会                                                                                                   |
| 2階     | 山梨県警察本部（交通反則通告センター）、社会部記者室                                                               |
| 1階     | 生涯学習推進センター、山梨ジュエリーミュージアム、オープンカフェ・まるごとやまなし館、オープンスクエア、県民ひろば |
| 地下1階 | 石垣展示室（工事中に出土した甲府城内掘の石垣を展示）、駐車場                                                       |
| 地下2階 | 駐車場 |

## かつて存在した庁舎

### 初代県庁舎

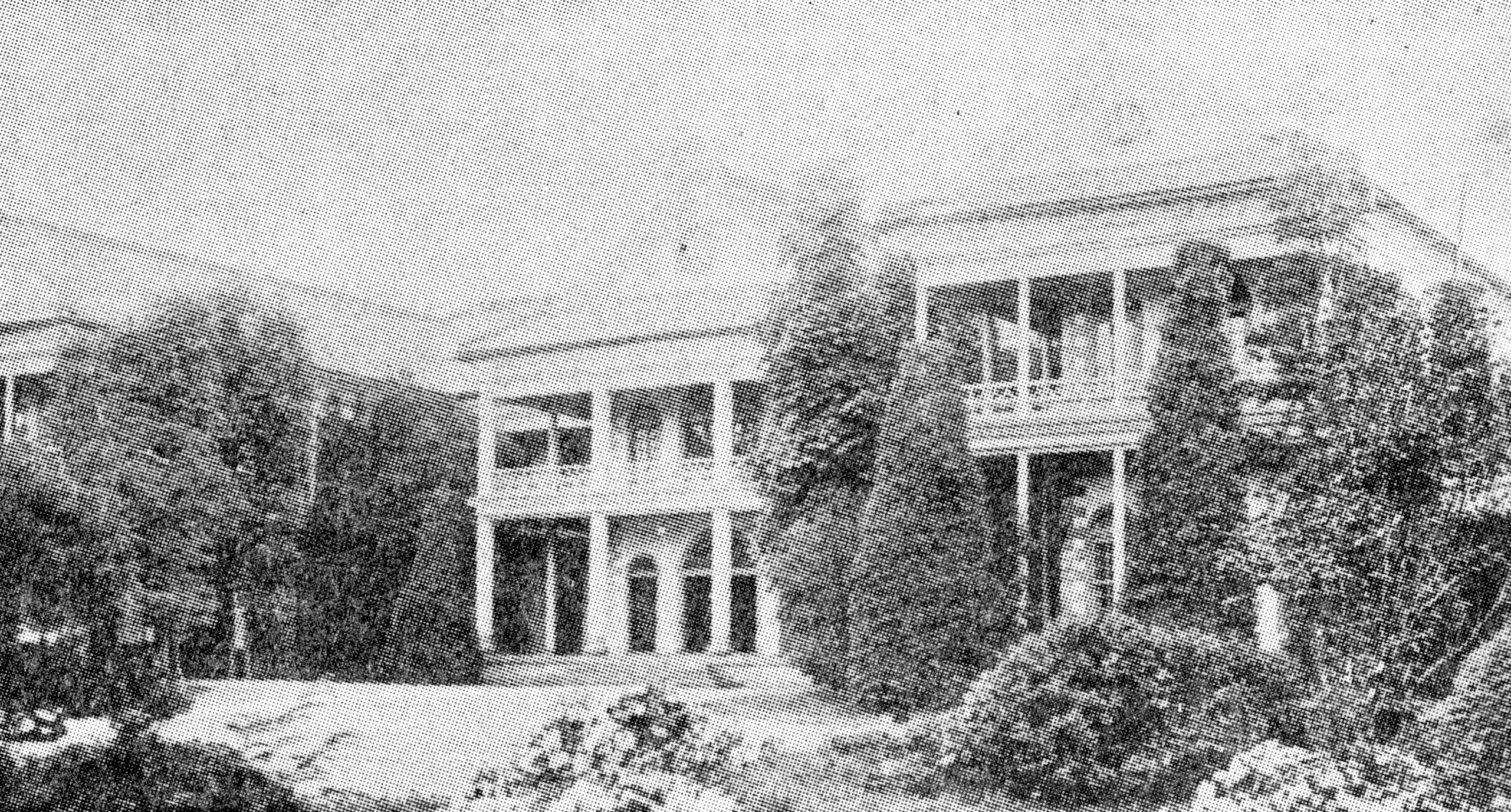
1877年竣工の初代県庁舎

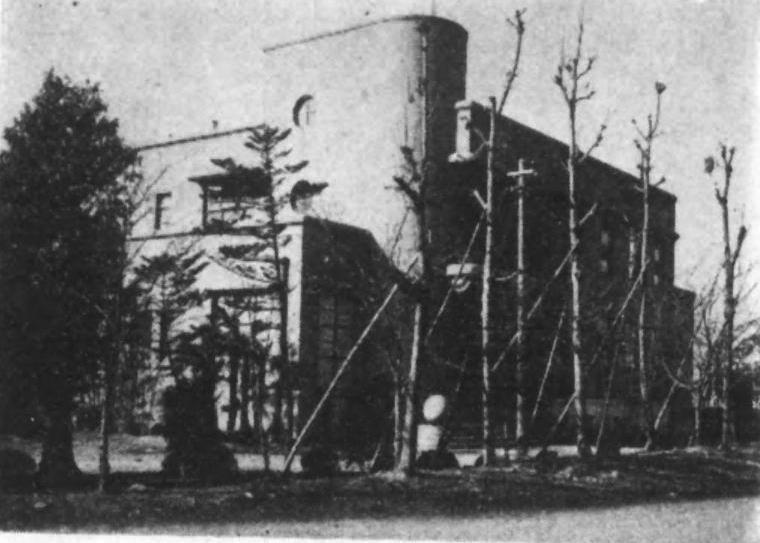
1930年に図書館として竣工された第一南別館

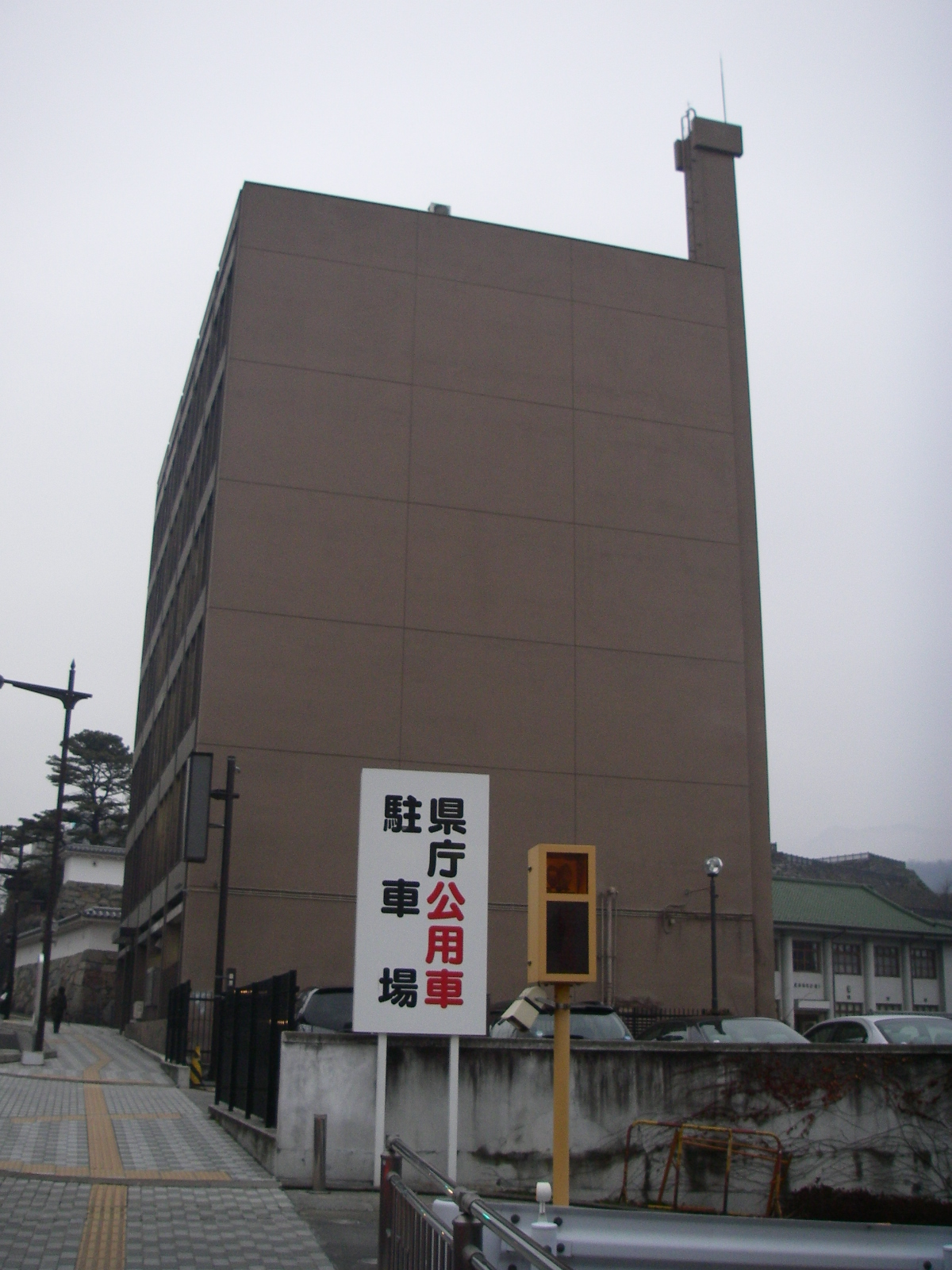
2000年に民間のビルを買収し使用された東別館

1877年（明治10年）に2階建の藤村式建築として開庁した。老朽化のため1930年（昭和5年）に2代目庁舎（現在の別館）が新築されると解体され、現存しない。

### 初代県議会議事堂
1887年（明治20年）開堂の2階建西洋式建築物である。山梨県議会はこれまで一蓮寺や徽典館などを仮議場として開催されてきたが、藤村紫朗が議事堂建築を唱え、建設された。1930年（昭和5年）に現議事堂が竣工すると西山梨郡相川村（現在の甲府市北部の武田神社周辺）に移設され、相川村役場として使用された。1937年（昭和12年）甲府市へ編入後も甲府市役所相川出張所となり昭和30年頃まで使用されていた。

### 第一南別館
山梨県出身の実業家であり政治家でもあった根津嘉一郎の寄付により1930年（昭和5年）に地上2階建・延床面積936m2の建物として竣工。当初は山梨県立図書館であったが1970年（昭和45年）に丸の内二丁目に移転したため、県庁舎の施設の施設として利用されていた。歴史的価値があるため保存も検討されたが、耐震性の問題により最終的に解体された。

### 第二南別館
1971年（昭和46年）に「国際興業ビル」として地上4階地下1階建、延床面積2,425m2の建物が竣工した。国際興業時代は店舗や映画館が入居していたが、2001年（平成13年）に本館の耐震工事などに関連し、山梨県が国際興業より当ビルを買収、改修の上で使用していた。

### 東別館
1966年（昭和41年）にやまなみ信用組合（現在の山梨県民信用組合）の店舗として地上6階地下1階建、延床面積2,228m2の建物として竣工した2000年（平成12年）に本館耐震化工事に関連する代替施設として当建物が買収され、東別館として使用されている。元々が民間の建物であることや築30年以上が経過していること、さらに南側から見て甲府城が見えづらくなっていることなどから解体の対象とされ、県防災新館完成および正式開館後の2013年（平成25年）秋頃より解体工事が着手され、跡地は公用車用駐車場となっている。

### 西別館
当初は民間のビルだったものを県庁整備に関連し買収し、2009年（平成21年）12月より第一南別館および第二南別館に入居してきた部署が移転・使用していた。県庁整備に伴う一時的な庁舎であり、別館改修が完了した2015年（平成27年）3月を以て閉鎖・解体され、跡地はオープンガーデンの一部となっている。

## 庁舎建替え構想について
山梨県庁舎の建物はいずれも年数が経過していることから度々建替えや改修の構想が挙がり、当初挙がった計画は本館を含めた建て替えおよび現在地から移転であり、1996年（平成8年）には懇談会からの提言があったものの移転については商店街の反対により頓挫、現在地の建て替えも財政悪化を理由に1997年（平成9年）に凍結された。その後本館は免震工事を含めた改修で対応することになり、上記庁舎一覧でも記述されたとおり2002年（平成14年）に完了している。
2001年（平成13年）に「県庁舎周辺整備構想」として県企画部より再度提案された。構想案は3つの案が提示され、いずれも免震工事が決定していた本館と歴史的構造物の旧館および議事堂を除く庁舎を解体し、1～2棟の新庁舎を建設する形となっている。
その後調整が進められ、2009年（平成21年）に「県庁舎耐震化等整備基本計画」として建物の詳細が発表された。また、老朽化が進行している第二南別館と東別館（のちに第一南別館と西別館も追加）、近隣にある関連施設の山梨県民会館と山梨県民情報プラザ（旧・甲府西武）を解体の対象とし、慢性的な駐車場不足を解消するため防災新館の地階をはじめ解体建物・施設の跡地を駐車場としている。同時に別館（旧館）および県議会議事堂の改修も実施する。
建設費は当初200億円と見込まれていたがPFI方式を取り入れたことなどにより2010年（平成22年）7月に清水建設を主体とするグループが約130億円で落札した。この時上記詳細が変更され、上述の規模となっている。
工事は2011年（平成23年）より開始され、山梨県民情報プラザおよび第二南別館の建物を解体のうえ建設が行われ、2013年（平成25年）11月に供用を開始した。

## 一般開放と野良猫問題

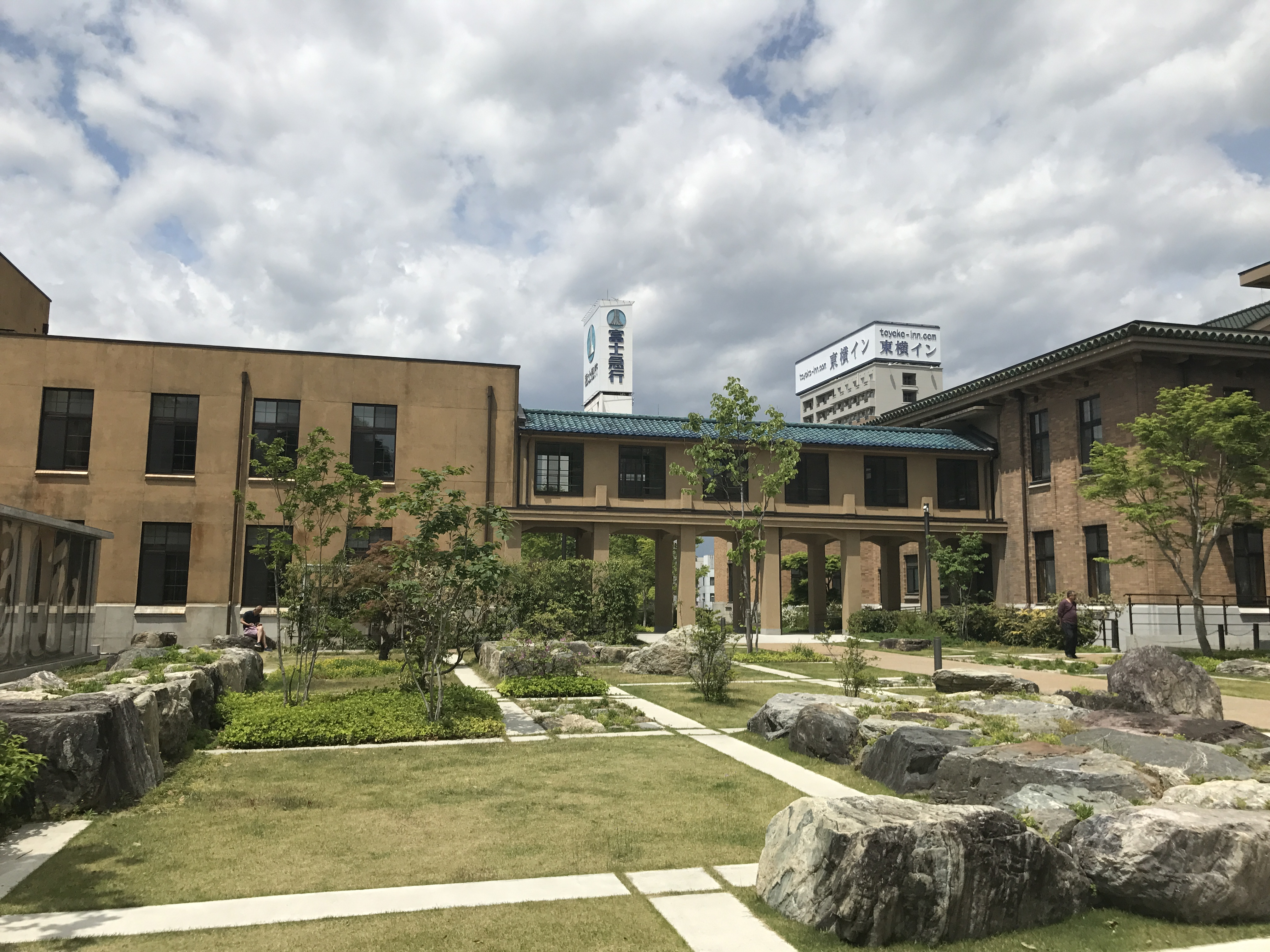
オープンガーデン化後の敷地内。庭やベンチなどが整備され、時間内であれば敷地内に立ち入ることができる。

防災新館の設置や別館整備と並行し県庁本館前の「噴水広場」や県議会議事堂南側の「白鳳の庭」「かえでの庭」を整備し、2016年（平成28年）より4月から12月の午前9時から午後9時までの間、「オープンガーデンやまなし」とし一般への無料開放を行なっている。また、午後6時から午後9時にかけて別館と議事堂のライトアップも行なっている。
一般開放の実施以降県庁周辺に野良猫が集まるようになり、来訪者から人気を集めている一方で近隣商店街から苦情が相次いでいる。県はエサを与えないよう呼びかけているほか、捕獲し去勢手術を施すなどの対策を行なっている。

## 画像

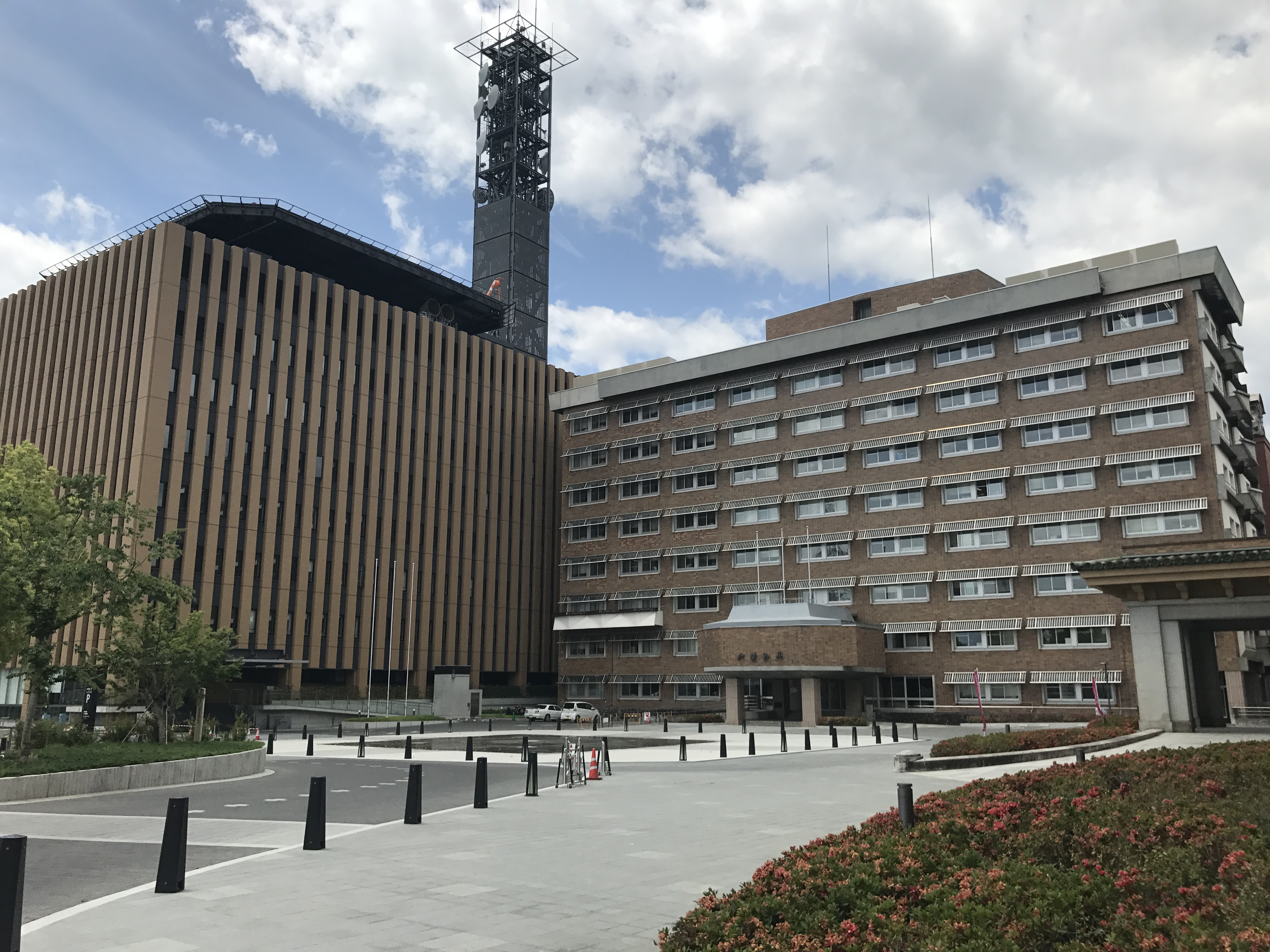
オープンガーデン化後の山梨県庁舎本館および防災新館。
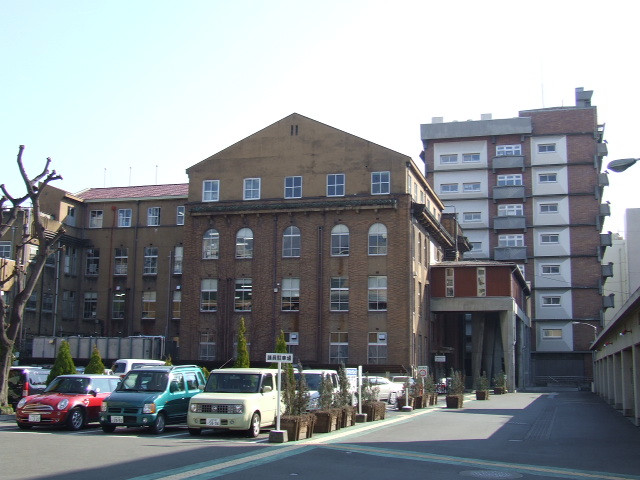
山梨県庁舎（2007年撮影、左・別館、右・本館。別館は改装前の状態）
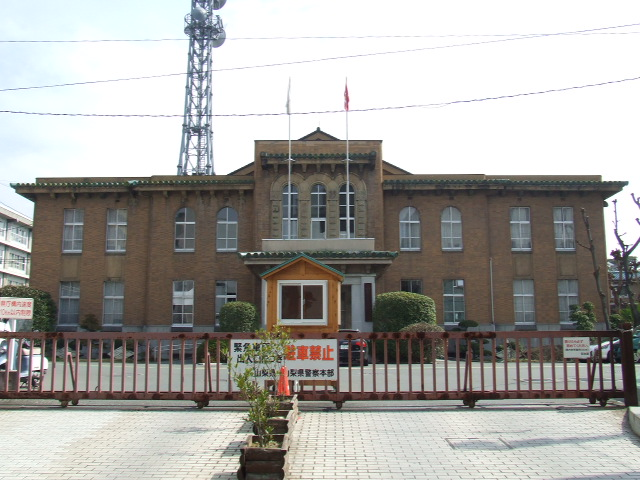
山梨県議会議事堂（2007年撮影、改装前の状態）
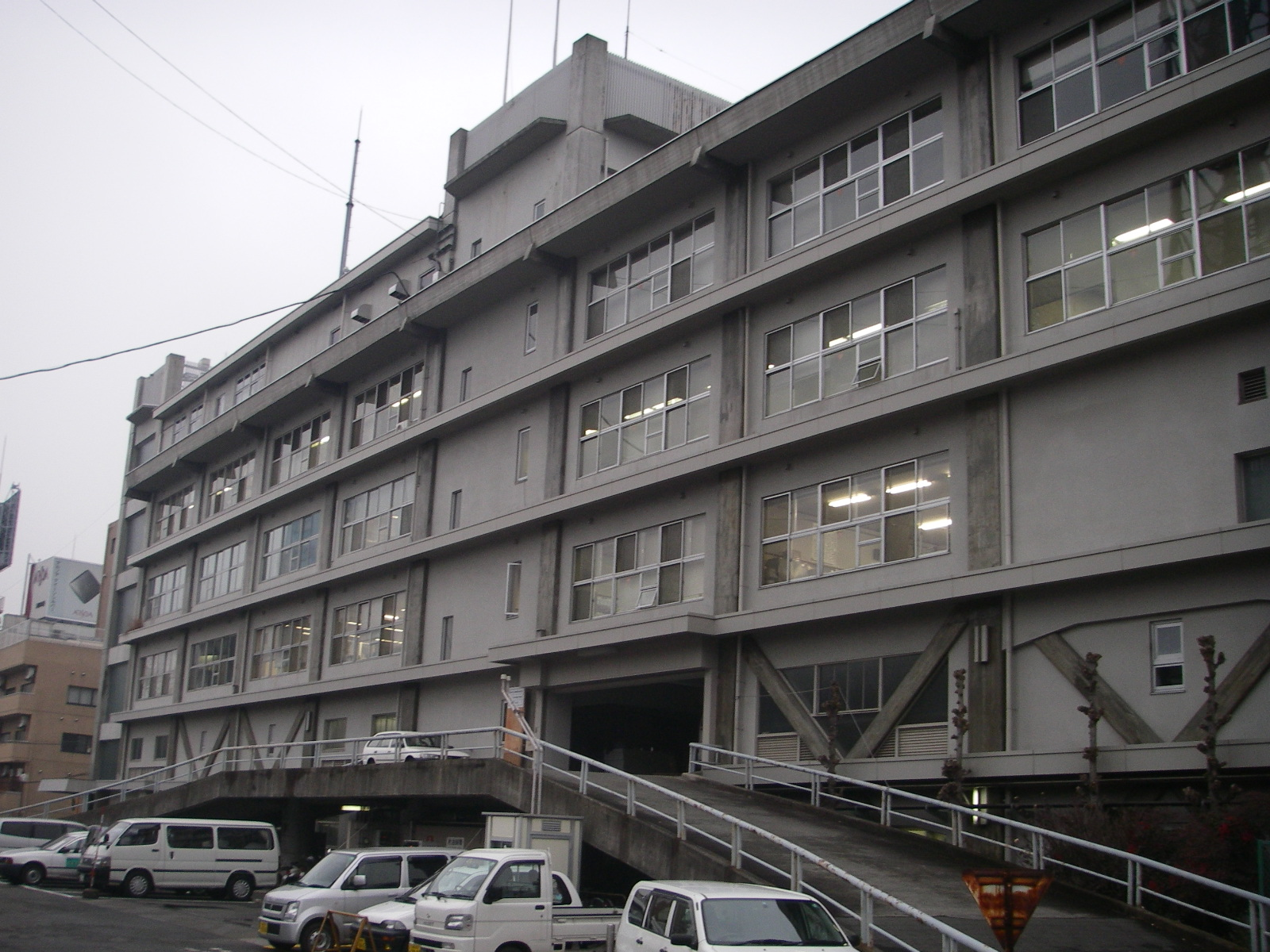
山梨県庁舎北別館（2009年撮影、改装前の状態）
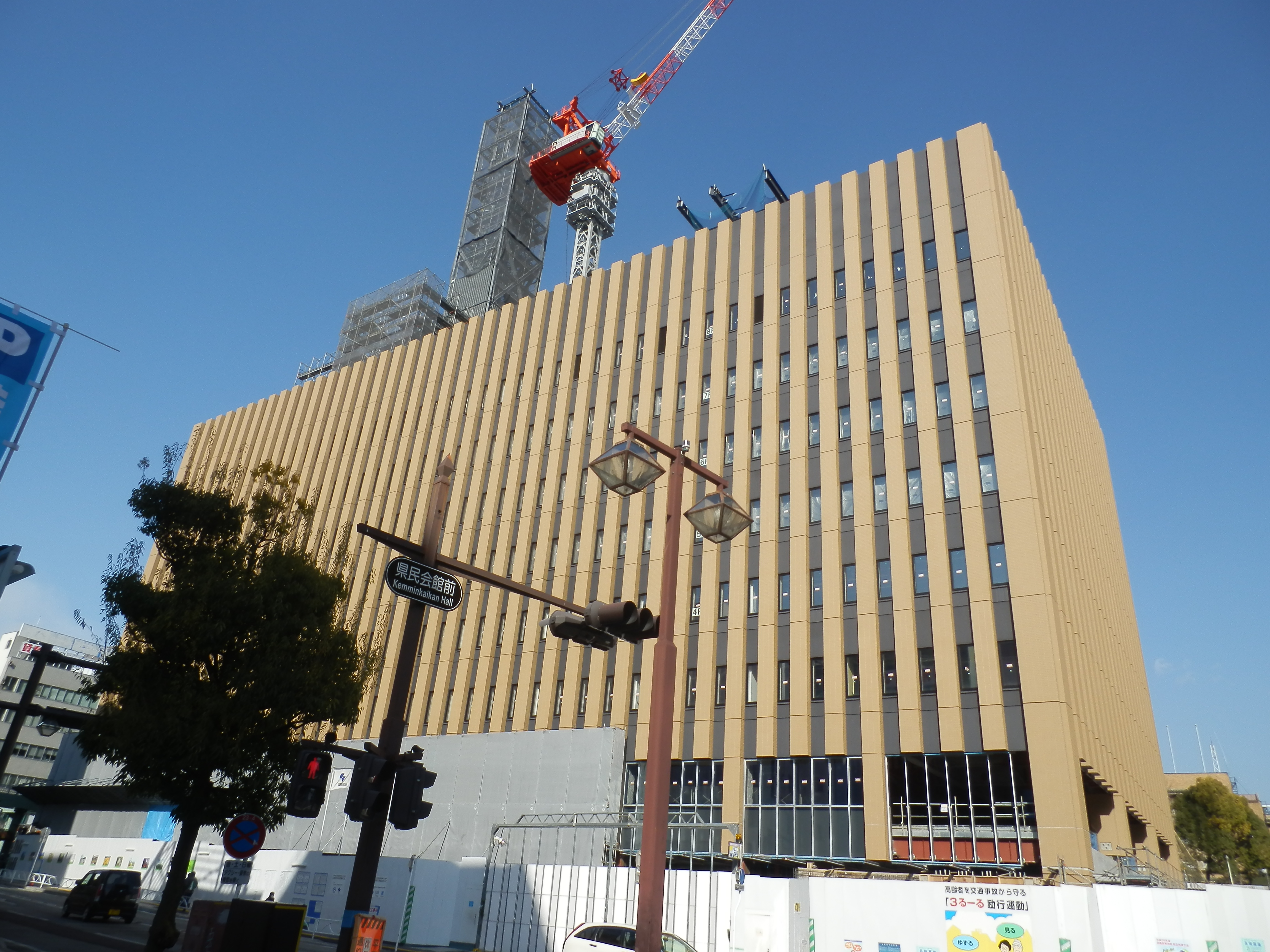
建設中の防災新館（2013年1月撮影）

## 交通
- 鉄道

JR中央本線・身延線 甲府駅南口より徒歩5分。
- 路線バス

山梨交通・富士急バスで、県庁前または県会議事堂（前）バス停下車。
- 自家用車

中央自動車道甲府昭和インターチェンジより車で約15分。

## 周辺施設
- 甲府駅（セレオ甲府）
- 甲府市役所
- 甲府地方裁判所
- ココリ（岡島）
- ヨドバシ甲府
- 甲府城

かつて存在した施設
- 県会議事堂前駅、県庁前駅 - 山梨交通電車線の駅。